# Ritrovarsi (film 1947)
Ritrovarsi è un film del 1947, diretto da Oreste Palella.